# Borax (mineraal)
Het mineraal borax is het zouthydraat van natriumtetraboraat in verbinding met vier hydroxylgroepen. Het heeft de molecuulformule Na2B4O5(OH)4 · 8 H2O, maar dat wordt ook tot de brutoformule Na2B4O7 · 10 H2O afgekort. De naam komt van het Arabische buraq, dat wit betekent.
Het heeft geen duidelijke kleur, is blauwig wit of tussen blauw en wit in en het heeft een witte streepkleur. Het heeft een monoklien kristalstelsel en de splijting is perfect volgens de kristalvlakken [100] en [010]. De massadichtheid is 1,71 kg/l en de hardheid bedraagt 2 tot 2,5. Het kristalrooster valt bij verhitting uiteen en het kristalwater verdampt dan. Bij verhitting boven 878°C smelt borax en wordt het helder. Borax is niet magnetisch.

## Toepassingen
- Het mineraal borax kan de grondstof zijn voor de bereiding van het natriumzout natriumtetraboraat-decahydraat. Het mineraal kernit, natriumtetraboraat met 3 H2O-moleculen, is de meest voorkomende grondstof voor borax 10 aqu.
- Het decahydraat wordt in het laboratorium onder de naam borax onder meer als oertiterstof voor zuren en als basis voor buffers gebruikt.
- Borax wordt gebruikt als flux of vloeimiddel bij solderen en zorgt hierbij voor een lagere oppervlaktespanning van het soldeer op het te verbinden onderdeel. Bij het smeden van damaststaal wordt borax gebruikt om onzuiverheden uit het werkstuk te drijven, zodat een goede hechting tussen de verschillende staalsoorten ontstaat.
- Borax wordt gebruikt bij de bestrijding van mieren.

## Websites
- mindat.org. Borax.
- Borax Mineral Data.